# はじめにきよし
はじめにきよしは、日本の、主に近畿地方を中心に活動する、アンプラグド楽器演奏の2人組ユニットである。

## 概要
サキタハヂメ（大阪府出身、ギタリスト、のこぎり演奏家）と新谷キヨシ（京都府出身、鍵盤演奏家）の2人からなるユニット。「お気楽鼻唄風景ミュージック」と呼ばれる、器楽曲でありながら、ハミングを醸し出す演奏と、楽曲の合間に行うMCパートでのトークに人気があり、映画、テレビドラマなどの劇中音楽、テレビ番組『ポンキッキーズ21』の準レギュラーなど音楽番組出演もある。